# Fossombronia foveolata
Fossombronia foveolata là một loài Rêu trong họ Fossombroniaceae. Loài này được Lindb. mô tả khoa học đầu tiên năm 1874.